# Tolfa
Tolfa ist eine Gemeinde in der Metropolitanstadt Rom in der italienischen Region Latium mit 4718 Einwohnern (Stand 31. Dezember 2023). Der Ort liegt 50 Kilometer nordwestlich von Rom und 13 Kilometer von der Hafenstadt Civitavecchia entfernt.

## Geographie
Tolfa liegt im Naturschutzgebiet der Monti della Tolfa. Die Tolfaberge wurden seit der Zeit der Etrusker zum Abbau von Mineralien wie Eisenerz und Alaun genutzt. Heute sind sie jedoch eine der einsamsten Gebiete Latiums, so dass hier, neben vielen anderen Tieren, auch die Tolfa-Wölfe noch ein Rückzugsgebiet haben. Tolfa ist Mitglied der Comunità Montana Monti della Tolfa.
Zur Gemeinde gehören die Teilorte Rota, ein Dorf am Flüsschen Mignone, und der nordöstliche Teil von Santa Severa an der Bahnstrecke Rom–Civitavecchia.
Die Nachbarorte sind Allumiere, Blera (VT), Bracciano, Canale Monterano, Cerveteri, Manziana, Monte Romano (VT), Santa Marinella, Tarquinia (VT) und Vejano (VT)

## Geschichte
Die Tolfaberge waren seit der Bronzezeit wegen ihrer reichen Bodenschätze dicht besiedelt. Davon zeugen noch zahlreiche archäologische Funde. Tolfa selbst wurde urkundlich erstmals 1201 erwähnt. Im 13. Jahrhundert kam der Ort in den Besitz des Kirchenstaats. Anfangs noch von der Familie der Frangipane beherrscht, unterstand Tolfa ab dem 15. Jahrhundert direkt der Apostolischen Kammer.

## Bevölkerungsentwicklung
| Jahr      | 1871 | 1881 | 1901 | 1921 | 1936 | 1951 | 1971 | 1991 | 2001 |
| --------- | ---- | ---- | ---- | ---- | ---- | ---- | ---- | ---- | ---- |
| Einwohner | 2654 | 2917 | 3675 | 4120 | 4671 | 5305 | 4790 | 4942 | 4942 |

Quelle: ISTAT

## Politik

### Bürgermeister und Gemeinderat
Luigi Lando löste im Mai 2011 Alessandro Battilocchio (PSI) als Bürgermeister ab, der im Jahr 2000 als jüngster Bürgermeister Italiens gewählt worden war; am 5. Juli 2016 wurde Lando wiedergewählt. Seine Liste Progetto Tolfa 2021 nimmt acht von zwölf Sitzen im Gemeinderat ein.

### Partnerstädte
Partnerstädte von Tolfa sind
- Dingle im County Kerry, Irland
- Għajnsielem auf der Insel Gozo in Malta
- Biograd na Moru in der Gespanschaft Zadar, Kroatien
- Slovenske Konjice, Slowenien

## Sehenswürdigkeiten

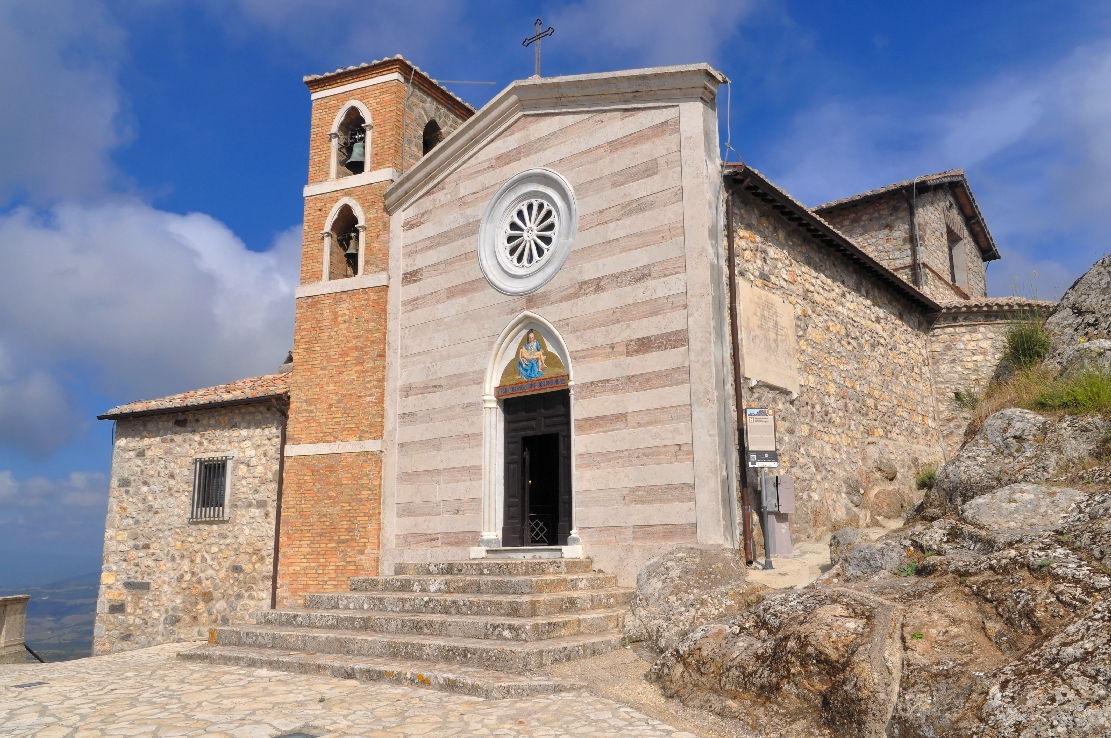
Madonna della Rocca

- Der mittelalterliche Ortskern von Tolfa drängt sich um einen hervorstechenden konischen Berg mit weiter Sicht über die Tolfaberge.
- Auf dessen Spitze steht die Ruine der Burg der Frangipane. Sie wurde 1799 von den Franzosen zerstört.
- Neben der Burg steht die Kirche Madonna della Rocca
- Der Palazzo della Ragione oder Palazzo Baronale wurde um 1200 errichtet.
- Im Ortskern stehen einige Renaissancepaläste, wie der Palazzo Buttaoni, der Palazzo Celli und der Palazzo Panetti
- Im Palazzo Comunale ist die Stadtverwaltung untergebracht.
- Das Archäologische Museum, das vor allem Funde aus der Etruskerzeit zeigt, befindet sich im ehemaligen Kloster der Agostinerpater neben der Kirche Sughera.[4]
- Von Tolfa Nuova, lange Zeit Konkurrentin von Tolfa Vecchia, blieben nur Ruinen auf dem Monte Tolfaccia, südlich von Tolfa.
- Im Ortsteil Rota östlich von Tolfa steht die noch von der Besitzerfamilie bewohnte Burg der Marchesi Lepri hoch über einer Schleife des Flusses Mignone; sie kann besichtigt werden. An sie schließt sich ein regelmäßig angelegtes Dorf an.

## Regelmäßige Veranstaltungen
Am ersten Sonntag im August findet das Turnier der berittenen Hirten, der Butteri statt.